# Bürgermeisterei Frechen
Die Bürgermeisterei Frechen war eine Bürgermeisterei im Landkreis Köln in der preußischen Rheinprovinz. Ihr Gebiet gehört heute zur Stadt Frechen im Rhein-Erft-Kreis.

## Geschichte
Frechen gehörte mit seinen Nachbarorten historisch zum Herzogtum Jülich. Von 1798 bis 1814 standen alle linksrheinischen Gebiete unter französischer Herrschaft. Während dieser Zeit wurde nach französischem Vorbild die Mairie Frechen eingerichtet, die zum Kanton Weiden im Arrondissement Köln des Rur-Departements gehörte. Nachdem das Rheinland 1814 an Preußen gefallen war, wurden aus der Mairie Frechen die preußische Bürgermeisterei Frechen, die 1816 zum neuen Landkreis Köln kam. 

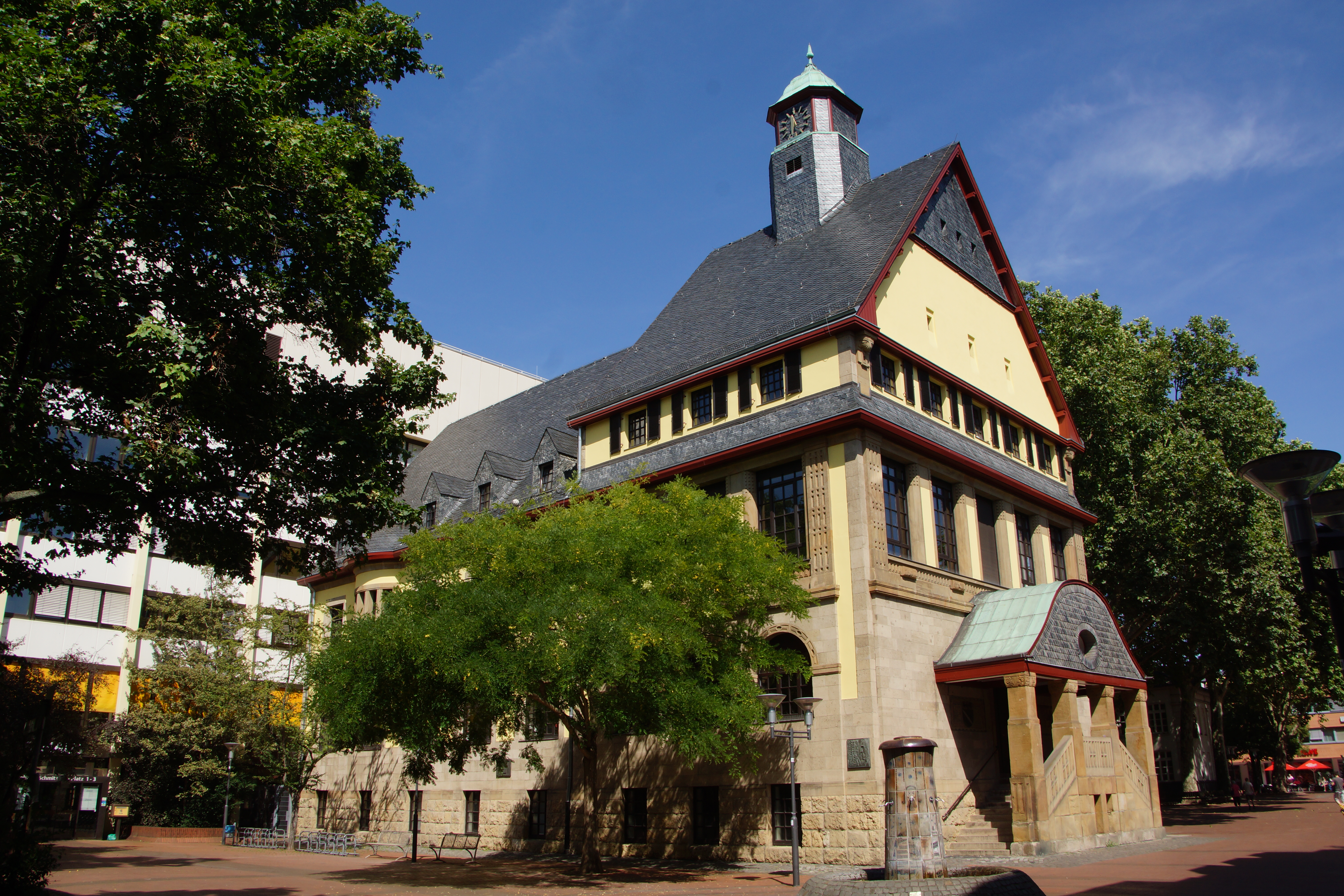
Altes Rathaus von 1909

Die Bürgermeisterei Frechen umfasste die drei Gemeinden Bachem, Buschbell und Frechen.
1909 wurde für die Bürgermeisterei an der Antoniterstraße in Frechen ein Rathaus errichtet. Durch Urkunde des Preußischen Staatsministeriums vom 14. Februar 1927 wurden die beiden Gemeinden Bachem und Buschbell in die Gemeinde Frechen eingemeindet. Frechen war seitdem eine amtsfreie Gemeinde im Landkreis Köln und erhielt 1951 das Stadtrecht. Seit 1975 gehört die Stadt Frechen zum Rhein-Erft-Kreis.

## Einwohnerentwicklung
| Jahr | Bürgermeisterei Frechen | Quelle |
| ---- | ----------------------- | ------ |
| 1843 | 04.588                  | [ 2 ]  |
| 1871 | 04.978                  | [ 3 ]  |
| 1885 | 05.501                  | [ 4 ]  |
| 1910 | 10.727                  | [ 5 ]  |
| 1925 | 13.283                  | [ 6 ]  |

## Bürgermeister
- 0000–180200Johann Wolff
- 1802–181400Caspar Josef Müller
- 1814–181800Henrich Fischer
- 1818–183100Caspar Josef Müller
- 1831–183500Christian Uhles
- 1835–186600Johann Josef Kügelgen
- 1866–189500Anton Franz
- 1895–192500Alphons Keimes
- 1925–193300Peter Toll